# Ecnomus milnensis
Ecnomus milnensis är en nattsländeart som beskrevs av Cartwright 1998. Ecnomus milnensis ingår i släktet Ecnomus och familjen trattnattsländor. Inga underarter finns listade i Catalogue of Life.